# Gangolf (Heiliger)

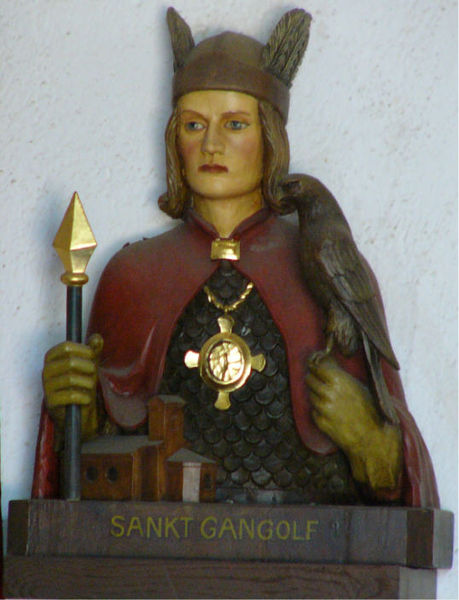
Büste des Heiligen Gangolf mit Lanze und Falke in der Gangolfskapelle auf der Milseburg

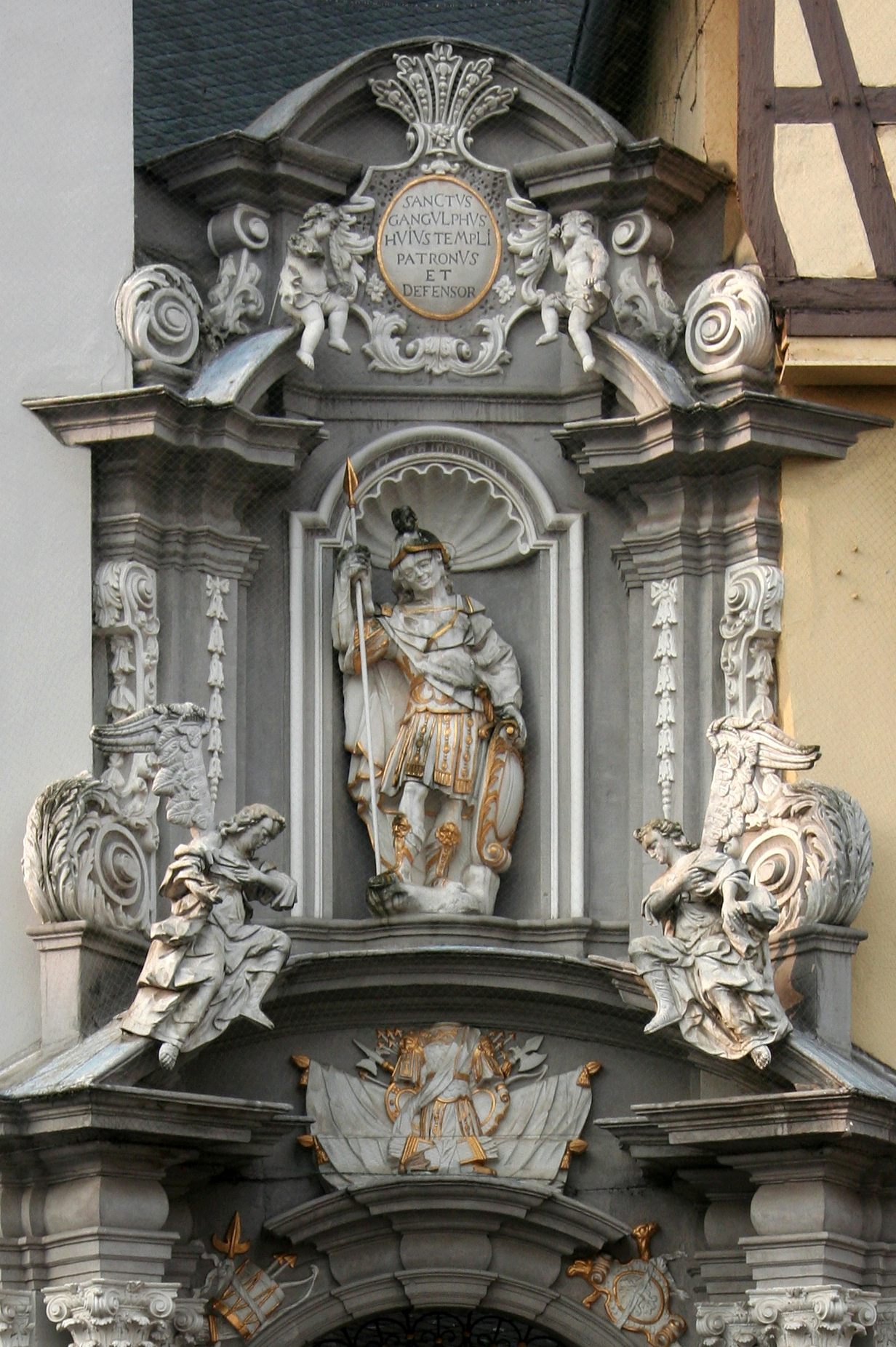
Hl. Gangolf am Portal der Marktkirche in Trier

Gangolf (auch Gengulphus, Gongolf, Gangulf, Gengoux, Gangloff und viele andere Schreibweisen) war ein burgundischer Ritter des 8. Jahrhunderts, der zur Zeit König Pippins (um 760?) ermordet wurde. Er gilt in der katholischen Kirche als Heiliger und Märtyrer, sein Gedenktag ist der 11. Mai.

## Überlieferung
In zeitgenössischen Quellen und Dokumenten wird er nicht erwähnt. Seine Legende wird in zwei Viten aus dem 10. Jahrhundert erzählt: einer anonymen Vita in Prosa und einer Version in den Elegischen Distichen der Roswitha von Gandersheim.

## Legende
Gangolf ist im Auftrage des Königs Pippin als Heerführer und Jäger unterwegs. Er trinkt eines Tages Wasser von einer Quelle, die sich in einem wunderschönen, blühenden Garten befindet. Von diesem romantischen Ort begeistert, beschließt Gangolf, das Land zu kaufen. Da er einen viel zu hohen Preis für das Grundstück bezahlt hat, wird er von seinen Freunden dafür verhöhnt. Doch Gangolf stört sich nicht am Spott, da er dem armen Besitzer nur hat helfen wollen. Vielmehr lädt er seine lästernden Freunde zu einem prächtigen Festmahl ein. Zuvor aber stößt er im Garten einen Stock in den Boden. Anschließend geht er erst zu den Armen, um ihnen Speise zu bringen, bevor er sich zum Mahl mit seinen Freunden begibt.
Am nächsten Morgen begehrt er Wasser zum Waschen, doch der Brunnen ist versiegt. Gangolf befiehlt seinem Diener, in den Garten zu gehen und den Stock aus der Erde zu ziehen. Dieser folgt dem Befehl und erlebt, wie eine Wolke heraufzieht und sich herabsenkt und plötzlich die Quelle wieder sprudelt. Durch das Gebet Gangolfs soll das Wasser zudem heilkräftig geworden sein.
Kurz nach seiner Hochzeit wird ihm berichtet, dass seine Frau Ehebruch mit einem Priester begangen habe. Nach dem Vergehen befragt, beteuert Gangolfs Ehefrau ihre Unschuld. Da Gangolf ihr aber nicht glaubt, verlangt er die Durchführung eines Gottesurteils: Sie muss ihre Hand in das Wasser der Quelle tauchen. Als sie ihre Hand wieder herauszieht, ist diese völlig verbrannt. Gangolf lässt Gnade vor Recht ergehen und gewährt ihr zum Teil Verzeihung, schenkt ihr sogar die Hälfte seines Besitzes – doch darf sie seine Gemächer nicht mehr betreten. Den Priester verbannt er außer Landes. Bald schon jedoch ruft die treulose Ehefrau ihren Liebhaber erneut zu sich. Der Priester eilt herbei, ermordet in der Nacht Gangolf und flieht mit dessen Frau.
Am Grabe des Ermordeten sollen sich kurz darauf zahlreiche Wunder zugetragen haben. Als seine Frau davon erfährt, spottet sie: „Gangolf verbringt ebenso Wunder, wie mein Hintern Lieder singt.“ Da ereilt sie eine schändliche Strafe, denn kaum hat sie es ausgesprochen, ertönen aus ihrem Hintern unanständige Geräusche. Und so ergeht es ihr fortan an jedem Freitag, dem Todestag des Märtyrers. Sowie sie auch nur ein Wort sagt, muss sie laut und vernehmlich furzen.
Auch der Priester muss an einer bösen Krankheit sterben – innerlich wird er gleichsam zerrissen.
Gangolf soll außerdem den Riesen Mils bezwungen haben.

## Verehrung

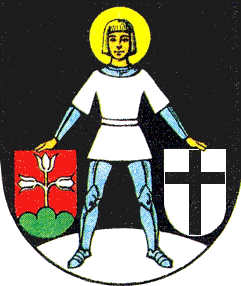
Der heilige Gangolf im Stadtwappen von Geisa

Er gilt als Pferdepatron, aber auch als Helfer bei Augen-, Haut- und Gelenkkrankheiten. Meist wird er als Ritter mit Schwert und Lanze dargestellt, manchmal auch mit Säbel, Fahne und Handkreuz. Seine Kirchen bzw. Kapellen sind oft in der Nähe von Quellen oder Brunnen.
In zahlreichen Gegenden Europas, vor allem in Deutschland und Frankreich, wird der Heilige verehrt. In Bamberg werden seine Reliquien aufbewahrt, dort gibt es auch eine Gangolfskirche, die aus dem 1803 aufgelösten Kollegiatstift hervorgegangen ist. Die Gangolfskirche in Hollfeld (Landkreis Bayreuth) entstand als Tochterkirche der Bamberger Kirche.
Auf der Milseburg in der Rhön steht eine Gangolfkapelle. An dieser Stelle soll der Heilige den mit dem Teufel im Bunde stehenden Riesen Mils erschlagen haben, wovon die Sage vom Riesen Mils, der Milseburg und dem Hl. Gangolf erzählt.
In der bayerischen Rhön erhebt sich oberhalb der Ortschaft Oberelsbach (Landkreis Rhön-Grabfeld) der Gangolfsberg (736 m) mit seiner bekannten „Steinernen Wand“ aus hexagonalen Basaltsäulen. Bis ins 19. Jahrhundert hinein war die Gangolfskapelle neben der Pfarrkirche St. Gangolf in Wolpertswende (Oberschwaben) ebenso wie die Gangolfskapelle (Neudenau) das Ziel von Wallfahrten. In Schelingen am Kaiserstuhl gibt es eine Gangolfquelle, ebenso in Meudt/Westerwald. Das im 19. Jahrhundert erloschene Bistum Konstanz hatte einen Bischof mit dem Namen Gangolf, welcher sich zeitlich ungefähr in die Zeit des heiligen Gangolf einordnen ließe.
Er ist Namensgeber der Thüringer Orte Sankt Gangloff und Gangloffsömmern sowie der Orte Saint-Gengoulph (Département Aisne), Saint-Gengoux-de-Scissé und Saint-Gengoux-le-National (beide Département Saône-et-Loire), Saint-Gingolph (Haute-Savoie), Saint-Gingolph VS. Die Gemeinden Geisa (Thüringen) und Oerel (Niedersachsen) zeigen ihn im Wappen.
Weitere Gangolfkirchen(siehe auch: Gangolfskirche)
Deutschland
- St. Gangolf in Kößnach, Gemeinde Kirchroth bei Straubing (Bayern)
- St. Gangolf in Steinach (Bayern)
- St. Gangolf-Kirche in Golmbach, Landkreis Holzminden (Niedersachsen)
- St.-Gangolf-Kirche Gügleben, Thüringen (evangelisch seit der Reformation)
- St. Gangolf in Differten (Saar) (Pfarreiengemeinschaft Wadgassen a.d. Saar)
- St. Gangolf (evangelisch) in Bobenhausen  II (Stadt Ulrichstein, Hessen)
- Pfarrei St. Gangolf in Merzig-Besseringen (Saar)[2]
- St. Gangolf in Oberleuken (Gde. Perl, Saarland)
- St. Gangolf (Amorbach) (Bayern)
- St. Gangolf in Burggriesbach (Bayern)
- St. Gangwolf in Dornstetten (Gemeinde Unterdießen, Bayern), katholische Filialkirche
- Basilika St. Gangolf – Münchenlohra
- St. Gangolf (Trier)
- St. Gangolf (Hiddenhausen) (Westfalen)
- St. Gangolf in Lauchheim, Stadtteil Röttingen (Württemberg)
- Sankt-Gangolfi-Kapelle (Magdeburg)
- St. Gangolf in Mertloch
- St. Gangolf (evangelisch) in Kohren-Sahlis (Sachsen)
- Evangelisch-lutherische Gangolf-Kirche Oerel (Niedersachsen)
- St.-Gangolf-Kirche (seit der Reformation evangelisch) in Hitzkirchen (Hessen)
- St. Gangolf in Schlierstadt (Nordbaden)
- St.-Gangolfus-Kapelle in Ramscheid (Eifel)
- St. Gangolf in Rumbach (Pfalz) (romanisch, heute Christuskirche, seit der Reformation protestantisch)
- St. Gangolf in Wietzen (Niedersachsen)
- Gangolfskapelle bei Fladungen in der Rhön (Bayern)
- Gangolfskapelle genannt Maria Sternbach in der Pfarrei Wickstadt (Hessen)
- St. Gangolf in Hohenkirchen bei Gotha, 1511 geweiht
- Kollegiatstift St. Gangolf zu Mainz
- St. Gangolf in Heinsberg
- St. Gangolf in Dudenhofen
- St. Gangolf Friedhofskapelle auf dem Gangolfiberg in Geisa (Thüringen)
- St. Gangolf in Windsfeld (Landkreis Weißenburg-Gunzenhausen, Mittelfranken)
- St. Gangolf in Wolpertswende (Landkreis Ravensburg)
- St. Gangolf in Hettstedt (Sachsen-Anhalt)
- St. Gangolph in Ostingersleben (Sachsen-Anhalt)

Frankreich
- Saint Gangolf (romanisch) in Lautenbach im Elsass/Frankreich
- ehem. Stiftskirche Saint-Gengoult in Toul (Lothringen)

Schweiz
- Kapelle Sankt Gangulf in Einsiedeln